# Boire Field

i7
i11
i13
Boire Field (FAA-Identifier ASH) ist der Flugplatz von Nashua im Hillsborough County im südlichen New Hampshire, einem der Neuenglandstaaten der USA. Der Flugplatz besteht seit 1934 und steht der Allgemeinen Luftfahrt offen.

## Übersicht
Im New Hampshire State Airport System Plan wurde Concord Municipal als nationaler Flugplatz eingeordnet, der auch von größeren Geschäftsflugzeugen benutzt werden kann und der ertüchtigt werden soll, für alle Arten von Flugzeugen der allgemeinen Luftfahrt geeignet zu sein. Auf dem Platz selbst waren mit Stand vom März 2023 insgesamt 228 verschiedene Luftfahrzeuge stationiert, darunter 208 Propellermaschinen, elf Jets und neun Helikopter.

## Lage
Der Flugplatz liegt in der Merrimack Valley-Region im südlichen New Hampshire etwa 5,4 Kilometer nordwestlich von Nashua in 61,1 Metern Höhe auf 42-46-56.69 Nord und 71-30-50.74 West. Östlich verläuft die US-3, nordöstlich die New Hampshire Route NH-101A. Die unmittelbare Erschließung erfolgt über die von beiden Straßen aus erreichbare Perimeter Road.

## Anlage
Die einzige Bahn 14/32 ist 1829 Meter lang und 30 Meter breit. Auf ganzer Länge verläuft eine parallele Rollbahn. Beide sind asphaltiert, die Landebahn ist beleuchtet und für präzisen und nicht-präzisen Instrumentenanflug ausgerüstet. Auf Boire Field gibt es zwei Fixed-Base-Operator-Betriebe, die AvGas und Kerosin verkaufen, umfangreiche Wartungs- und Reparaturmöglichkeiten für Zellen, Triebwerke und Instrumente sowie Schulungs- und Charterflüge bieten. Abstellplätze gibt es in Hangars und im Freien.

## Flugbewegungen
Zum Zeitpunkt der Erfassung (2022) entfielen 28.500 Flugbewegungen auf Zwischenaufenthalte, 30.000 Bewegungen waren lokale, 200 Lufttaxiflüge. Den kleinsten Anteil hatten Militärflüge mit 26 Flügen. In einem Zeitraum von zwölf Monaten wurden insgesamt 58.726 Flugbewegungen erfasst (Stand März 2023). Ein nennenswerter Anteil dieser Flugbewegungen entfällt auf Flüge im Zusammenhang mit Unternehmen der Tech- und Finanzindustrie im Raum Nashua.